# Sùng Khởi
Sùng Khởi (giản thể: 崇绮; phồn thể: 崇綺; 1829 – 1900), tự Cổ Cầm (古琴), hiệu Văn Sơn (文山), là một trạng nguyên và đại thần nhà Thanh vào giai đoạn cuối. Ông cũng là cha của Hiếu Triết Nghị Hoàng hậu – hoàng hậu duy nhất của Thanh Mục Tông Đồng Trị Đế.

## Cuộc đời

### Đầu đời
Sùng Khởi sinh năm 1829 dưới triều Đạo Quang, là con trai của Đại học sĩ, Quân cơ đại thần Tái Thượng A, họ A Lỗ Đặc. Xuất thân từ Mông Cổ Bát kỳ, Sùng Khởi vốn là một lẫm sinh, sau nhờ quyên góp quân lương mà lấy được chức quan Bút thiếp thức hàm bát phẩm. Sau một thời gian ngắn nhậm chức, ông được bổ nhiệm vào Ngọc điệp quán làm công việc sao lưu ghi chép, đến năm 1848 thì được thăng làm Chủ sự tại Công bộ. Một năm sau, ông đỗ Cử nhân, được tuyển vào Thực lục quán phụ trách việc hiệu đính, tham gia biên soạn Tuyên Tông hoàng đế thực lục. Năm Hàm Phong đầu tiên (1851), cuộc khởi nghĩa nông dân Thái Bình Thiên quốc nổ ra. Hàm Phong phong Tái Thượng A làm quan khâm sai, nhậm chức Đốc sư Quảng Tây, dẫn quân tiêu diệt quân Thái Bình. Quân Thái bình thế như chẻ tre, nhiều lần đánh bại quân Thanh, từ Quảng Tây đánh đến Hồ Nam, tiến sát đến dưới thành Trường Sa. Hàm Phong tức giận, ra lệnh cách chức Tái Thượng A, áp giải về Bắc Kinh giam lại đợi trảm, lại kê biên tịch thu toàn bộ gia sản. Sùng Khởi cũng bị liên lụy mà bị thu hồi quan hàm Chủ sự. Lúc bấy giờ, thực lục triều Đạo Quang vừa hoàn thành không lâu.
Năm Hàm Phong thứ 3 (1853), quân Thái Bình Thiên Quốc bắc phạt áp sát Thiên Tân, uy hiếp trực tiếp đến kinh sư. Hàm Phong ra lệnh thiết đặt sở Tuần phòng, tuyên bố giới nghiêm. Vương đại thần trong sở Tuần phòng bổ nhiệm Sùng Khởi làm người đốc thúc và huấn luyện quân đội Bát kỳ. Một năm sau, quân đội bắc phạt của Thái Bình Thiên quốc cạn kiệt vũ khí và lương thực, bị quân Thanh đánh bại. Nhờ có công trong việc chống lại đợt bắc phạt này, Sùng Khởi được bổ nhiệm làm Bút thiếp thức hàm thất phẩm trong Binh bộ, đồng thời khôi phục thân phận Cử nhân. Đến năm 1860, liên quân Anh Pháp đánh vào Bắc Kinh, Hàm Phong bỏ trốn đến Nhiệt Hà. Sùng Khởi ở lại tham gia phòng thủ hoàng thành. Sau khi liên quân Anh Pháp rút lui, nhờ có công thủ thành thành công mà Sùng Khởi được thăng làm Chủ sự Binh bộ, sau điều làm Viên ngoại lang. Mặc dù đã nhậm chức trong triều đình, nhưng ông vẫn tiếp tục đọc sách để tham gia khoa cử.

### Trạng nguyên và ngoại thích
Năm Đồng Trị thứ 3 (1865), ông đỗ đầu nhất giáp, trở thành trạng nguyên người Mông Cổ duy nhất của triều Thanh. Tính từ khi nhà Thanh thành lập, ngoại trừ hai khoa thi đầu tiên vào năm 1652 và 1655 dưới triều Thuận Trị chỉ tổ chức cho người Bát kỳ, các khoa thi sau đó đều sử dụng Hán văn và người có hộ tịch Bát kỳ hay không đều được tham gia. Sau hơn 200 năm kể từ triều Khang Hi, Sùng Khởi trở thành người Bát kỳ đầu tiên đỗ trạng nguyên, phá vỡ chuỗi độc chiếm vị trí này của người Hán suốt 112 khoa thi. Đây cũng là lần đầu tiên một người Mông Cổ trở thành trạng nguyên trong các khoa thi sử dụng chữ Hán dưới thời nhà Thanh. Việc này đã tạo nên chấn động trong thành Bắc Kinh vào thời điểm đó. Sau khi đề danh bảng vàng, ông theo lệ mà trở thành Tu soạn trong Hàn lâm viện, đến năm 1870 thì thăng làm Thị giảng. Năm 1872, con gái của Sùng Khởi được chọn trở thành hoàng hậu của Đồng Trị. Với thân phận ngoại thích của hoàng hậu, ông được phong làm Tam đẳng Thừa ân công, vợ ông là Qua Nhĩ Giai thị được phong Nhất phẩm Phu nhân, đồng thời dòng dõi trực hệ của ông được chuyển từ Mông Cổ Chính Lam kỳ lên lệ thuộc Mãn Châu Tương Hoàng kỳ. Từ đó, ông trải qua nhiều chức vụ như Nội các Học sĩ, Hộ bộ Thị lang, Lại bộ Thị lang.
Sau khi thành hôn cùng con gái Sùng Khởi thì Đồng Trị bắt đầu thân chính, nhưng không được bao lâu thì qua đời vào tháng 1 năm 1875. Lúc bấy giờ Đồng Trị và Hoàng hậu chưa có con, Tái Điềm được chọn để kế thừa ngai vàng, tức Quang Tự, lưỡng cung Thái hậu tiếp tục buông rèm nhiếp chính. Vì Quang Tự và Đồng Trị có cùng vai vế nên A Lỗ Đặc thị không thể trở thành thái hậu, để phân biệt với hoàng hậu tương lai của Quang Tự, lưỡng cung Thái hậu đã ban cho bà huy hiệu là Gia Thuận Hoàng hậu. Sau đó hơn 2 tháng, Hoàng hậu cũng qua đời khi mới 20 tuổi. Nhiều tài liệu cho rằng, Đồng Trị vốn qua đời vì bệnh đậu mùa, nhưng cái chết của ông lại bị Từ Hi đổ lỗi cho Gia Thuận Hoàng hậu và đã ra lệnh bỏ đói bà. Sau cái chết của con gái, Sùng Khởi từng dâng thư xin từ quan nhưng triều đình không đồng ý.
Năm Quang Tự thứ 2 (1876), ông được chọn làm phó khảo quan kỳ thi Hội và bổ nhiệm làm Phó đô thống Hán quân Tương Hoàng kỳ. Một năm sau, Hà Nam gặp phải một đợt hạn hán, tình hình thiên tai nghiêm trọng, nhưng quan viên địa phương lại khuếch đại tình hình nhằm mưu lợi. Sùng Khởi dâng tấu xin triều đình chỉnh đốn tác phong của quan lại. Triều đình đồng ý, liền phái Sùng Khởi cùng Thị lang Thiệu Hanh tiến hành tra xét việc tham ô hối lộ của quan viên địa phương. Năm 1879, ông được điều làm Nhiệt Hà trú phòng Đô thống, chủ trì việc tu sửa công trình thủy lợi. Ngự sử Khổng Hiến Giác từng dâng tấu nói rằng, Sùng Khởi là người trung thành chính trực, thích hợp ở lại kinh thành để phụ tá triều đình, nhưng ý kiến này không được phê chuẩn. Hai năm sau, Sùng Khởi lại được điều đến Thịnh Kinh nhậm chức Tướng quân, tiếp tục giữ vai trò đứng đầu quân trú phòng. Năm 1882, quân Pháp âm mưu từ Việt Nam tiến vào Trung Quốc, Sùng Khởi liền kịp thời điều chỉnh tài vụ thuế thu, gia tăng huấn luyện bộ binh, phân bố quân đồn trú tại các cảng quan trọng của Thịnh Kinh, để đề phòng tàu chiến của Pháp tiến lên phía Bắc gây rối.

### Cuối đời
Đến năm 1884, ông lại một lần nữa xin từ chức vì bệnh nhưng lại được bổ nhiệm làm Hộ bộ Thượng thư. Một năm sau, ông rời Thịnh Kinh về kinh thành kiêm nhiệm chức vụ Vũ Anh điện Tổng tài. Năm 1886, ông lại được điều làm Lại bộ Thượng thư. Nhưng chỉ đảm nhiệm một thời gian ngắn thì bệnh cũ của ông tái phát, triều đình cho phép ông lui về dưỡng bệnh. Đến năm 1898, Từ Hi Thái hậu phát động Mậu Tuất chính biến, thanh trừ đảng phái cách tân trong triều đình, giam lỏng Quang Tự Đế. Sùng Khởi vốn có tư tưởng thủ cựu, sau khi chính biến diễn ra luôn duy trì chủ trương phế truất Quang Tự. Năm sau, con trai của Tái Y là Phổ Tuấn được chọn làm "đại a ca", nhập tự dòng chính thống trở thành con thừa tự của Đồng Trị. Sùng Khởi trở thành Chưởng viện Học sĩ của Hàn Lâm viện, đảm nhiệm vai trò dạy dỗ Phổ Tuấn. Từ Hi Thái hậu vốn muốn phế Quang Tự để lập Phổ Tuấn lên ngôi hoàng đế nhưng Phổ Tuấn không được các công sứ phương Tây thừa nhận nên Từ Hi Thái hậu bị buộc dừng kế hoạch phế lập.
Năm 1900, Phong trào Nghĩa Hòa Đoàn bùng phát, Sùng Khởi là một trong những quan viên ủng hộ phong trào này. Một thời gian sau, liên quân tám nước tấn công vào Bắc Kinh, Sùng Khởi vốn đóng giữ kinh thành nhưng không lâu sau đã cùng Vinh Lộc cải trang giả làm đoàn tùy tùng của hoàng đế rồi chạy đến Bảo Định để đánh lạc hướng liên quân, bảo đảm an toàn cho Từ Hi và Quang Tự. Kinh thành thất thủ, cả gia đình của ông còn ở lại Bắc Kinh đều tự vẫn. Tin tức truyền đến Bảo Định, Sùng Khởi sau khi để lại di thư tỏ lòng trung thành nhưng lại không có khả năng khôi phục triều đình, rồi cũng nhảy xuống hồ tự vẫn. Sau khi qua đời, ông được triều đình nhà Thanh truy tặng thụy Văn Tiết (文节), được đưa vào thờ trong Chiêu Trung từ.

## Gia đình

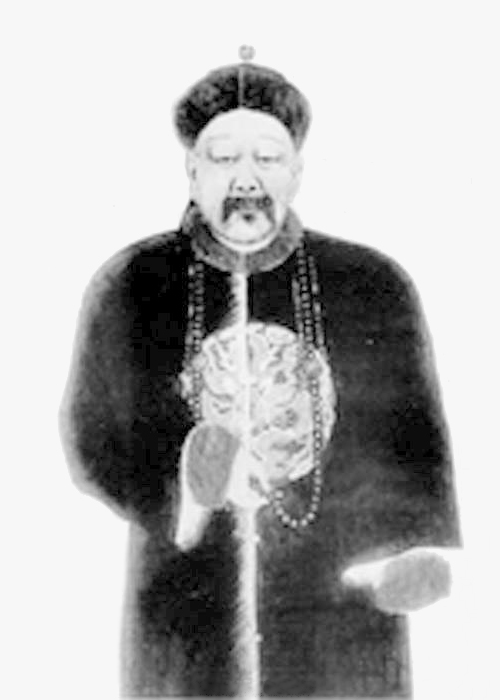
Chân dung Bảo Sơ, con trai Sùng Khởi

Sùng Khởi lần lượt cưới 3 người vợ cả. Nguyên phối của ông họ Ái Tân Giác La, là con gái của Trịnh Thân vương Đoan Hoa – một trong Cố mệnh Bát đại thần nhiếp chính cho Hàm Phong. Đây cũng là mẹ của Hiếu Triết Nghị Hoàng hậu. Sau khi nguyên phối qua đời, ông cưới kế thất đầu tiên cũng họ Ái Tân Giác La, là con gái của Phó đô thống Tái Diệu – con trai của Trấn quốc công Dịch Hạo thuộc dòng dõi Lý Thân vương Dận Nhưng. Bà có một người anh em trai là Đại học sĩ Phúc Côn (福錕). Người vợ thứ ba của Sùng Khởi họ Qua Nhĩ Giai, là con gái của Tổng binh Trường Thụy. Bà là chị họ của Quân cơ đại thần Vinh Lộc – cha của Thuần Thân vương phi Ấu Lan và là ông ngoại của Phổ Nghi. Trong đợt tuyển tú cho Đồng Trị năm 1872, gia đình của Sùng Khởi có 2 người tham gia đó là con gái và em gái ông. Cuối cùng, con gái ông được chọn trở thành hoàng hậu – tức Hiếu Triết Nghị Hoàng hậu, còn em gái ông được phong làm Tuần tần – về sau trở thành Cung Túc Hoàng quý phi. Ngoài ra, Sùng Khởi còn một người con trai là Bảo Sơ và một người con gái gả cho Huệ Quận vương Dịch Tường – con trai của Huệ Thân vương Miên Du. Bảo Sơ từng làm đến Tán trật đại thần, là một người giỏi thi họa và có một tác phẩm để đời là "Hội cảnh hiên độc họa ký". Ông có hai người vợ đều xuất thân từ Ái Tân Giác La, trong đó có một người là hậu duệ của Hy Mẫn Bối lặc Hải Thiện. Khi liên quân tám nước đánh vào Bắc Kinh, Bảo Sơ và các con cũng cùng tự sát với Qua Nhĩ Giai thị.